# Précy-sur-Vrin
Précy-sur-Vrin è un comune francese di 488 abitanti situato nel dipartimento della Yonne nella regione della Borgogna-Franca Contea.

## Società

### Evoluzione demografica
Abitanti censiti